# Copestylum flaviventre
Copestylum flaviventre är en tvåvingeart som först beskrevs av Macquart 1846.  Copestylum flaviventre ingår i släktet Copestylum och familjen blomflugor. Inga underarter finns listade i Catalogue of Life.